# Vincent Vitetta
Vincent Raymond Vitetta (* 1. Oktober 1925 in Nizza; † 12. April 2021 ebenda) war ein monegassischer Radrennfahrer.

## Sportliche Laufbahn
Vitetta war im Straßenradsport aktiv. Von 1949 bis 1961 war er Unabhängiger und Berufsfahrer. Er war vor allem in Frankreich und für französische Radsportteams aktiv. 1952 gewann er das Etappenrennen Algerien-Rundfahrt vor Jean Dotto. 1953 siegte er im Eintagesrennen Grand Prix Côte d’Azur. 1954 gewann er eine Etappe im Grand Prix Midi Libre und in der Marokko-Rundfahrt, 1961 in der Trophée Nice Matin.
Zweiter wurde er in der Trophée du Journal d’Alger 1952, im Circuit du Mont Blanc und bei Genua–Nizza sowie im Grand Prix Minaret 1953, bei Bourg–Genf–Bourg 1957, in der Trophée Nice Matin sowie in der Tour de Côte d'Ivoire 1960. Dritter wurde er 1956 im Grand Prix de Cannes. In der nationalen Straßenmeisterschaft Monacos 1956 wurde er Dritter, ebenso 1959.
Die Tour de France bestritt er sechsmal. 1951 wurde er 33., 1952 20., 1953 59., 1954 8., 1955 16. und 1956 53. Im Giro d’Italia 1955 wurde er 74., 1956 kam er nicht ins Ziel. 1959 startete er in der Internationalen Friedensfahrt, in der zu dieser Zeit auch Unabhängige zugelassen waren. Er belegte den 36. Gesamtrang.